# Alphonsea mollis
Alphonsea mollis Dunn – gatunek rośliny z rodziny flaszowcowatych (Annonaceae Juss.). Występuje naturalnie w Chinach – w prowincjach Guangdong, Hajnan i Junnan oraz w regionie autonomicznym Kuangsi. 

## Morfologia
PokrójZimozielone drzewo dorastające do 20 m wysokości. Kora ma brązowoszarawą barwę. Młode pędy są owłosione.
LiścieMają kształt od owalnie podłużnego do eliptycznego. Mierzą 6–12 cm długości oraz 2,5–4,5 cm szerokości. Nasada liścia jest rozwarta lub zaokrąglona. Wierzchołek jest krótko spiczasty. Ogonek liściowy jest nagi i dorasta do 2–3 mm długości.
KwiatySą pojedyncze lub zebrane w parach. Działki kielicha mają trójkątny kształt. Płatki są owłosione od wewnątrz. Mają białożółtawą barwę. Płatki wewnętrzne są większe od płatków zewnętrznych. Kwiaty mają 3 owłosione słupki.
OwocePojedyncze lub zebrane w parach. Są omszone. Mają kształt od jajowatego do elipsoidalnego i żółtą barwę. Osiągają 2–4 mm długości oraz 1,5–2,5 mm średnicy.

## Biologia i ekologia
Rośnie w wiecznie zielonych lasach. Występuje na wysokości do 1000 m n.p.m. Kwitnie od marca do maja, natomiast owoce pojawiają się od czerwca do sierpnia.